# ذا راسموس

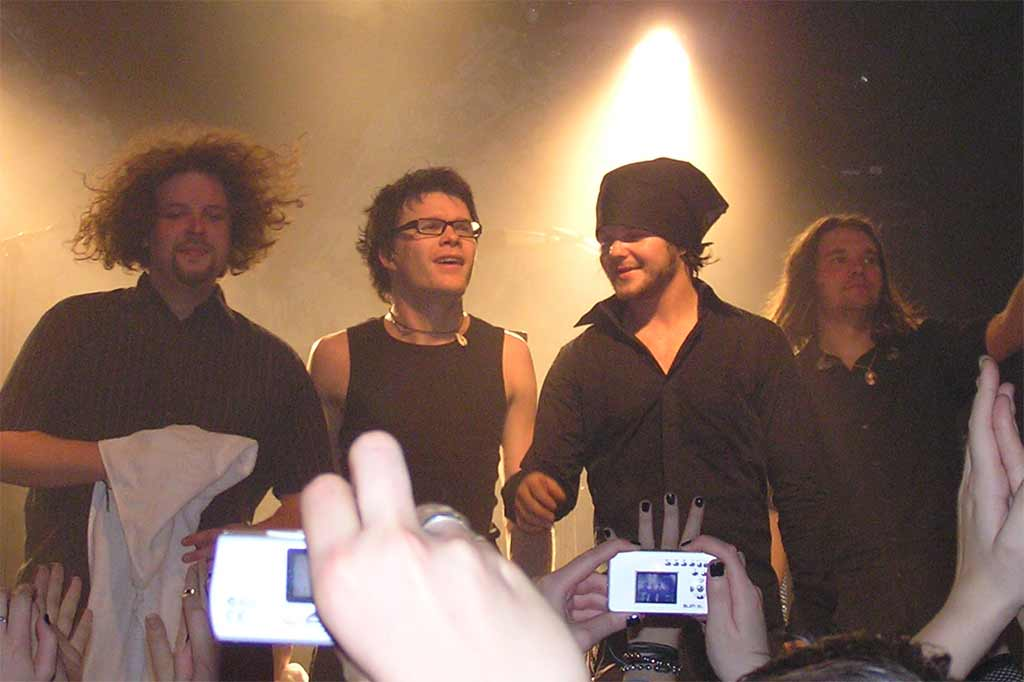
ذا راسموس

ذا راسموس (The Rasmus) فرقة فنلندية لموسيقى الروك تشكلت في عام 1994 في هلسنكي بينما كان أعضاء الفرقة لا يزالون في المدرسة الشاملة العليا. أعضاء الفرقة الأصليون لاوري أولونن (المغني وكاتب الأغاني) ، إيرو هينونن (باس) و باولي رنتاسالمي (الإيتار) و ياني هيسكنن (درمز). ترك هيسكنن الفرقة في عام 1998 و حل محله فوراً أكي هاكالا.

## روابط خارجية
- ذا راسموس على موقع IMDb (الإنجليزية)
- ذا راسموس على موقع ميوزك برينز (الإنجليزية)
- ذا راسموس على موقع أول ميوزيك (الإنجليزية)
- ذا راسموس على موقع ديسكوغز (الإنجليزية)